# André Leon Talley
André Leon Talley (Washington D. C., 16 de octubre de 1948-White Plains, 18 de enero de 2022) fue un periodista estadounidense, editor de la revista Vogue. Talley estuvo en la primera fila de los desfiles de moda de Nueva York, París, Londres y Milán durante más de veinticinco años. Defendió la inclusión de modelos negras en desfiles y denunció la discriminación que sufren en la industria de la moda. Promocionó diseñadores, especialmente negros. También fue editor de otras revistas internacionales como Interview, el New York Times o W Francia.

## Trayectoria
Se crio en un pueblo (Durham) donde la mayoría de la población era blanca (90%) y en medio del racismo de la época. Durante su infancia admiraba el estilo de las mujeres al ir a la iglesia en domingo y leía Vogue en la biblioteca. Se graduó en arte de la Universidad Central de Carolina del Norte y obtuvo un posgrado en francés de la Universidad de Brown. En la década de 1960 viajó a Nueva York. Era periodista de una revista femenina local cuando fue descubierto por Diana Vreeland, redactora jefe de Vogue por aquel entonces, comenzando a trabajar como su asistente. En 1989 obtuvo el cargo de editor creativo, que utilizó para promocionar jóvenes diseñadores (como Tracy Reese, John Saldivar, o Rachel Roy), aunque también a blancos, como Chado Ralph Rucci. También utilizó las páginas de la revista para denunciar el racismo en la industria, exigiendo que se contraten más modelos negras para las pasarelas. Llegó a prohibir la publicación de diseñadores que se negaban a contratar modelos negras.
En 1995 dejó Vogue para volverse periodista independiente y editor e otra revista internacional de moda (W Francia), aunque regresó en 1995 con una columna llamada «Life with André». Publicó varios libros entre los que se encuentran best-sellers autobiográficos como «A.L.T.: A Memoir» y «A.L.T. 365+» (la primera una autobiografía y la segunda una monografía de arte diseñada por Sam Shahid en 2005).
También fue editor de otras revistas internacionales como Interview o el New York Times. Talley tenía un doctorado honoris causa en humanidades de la Savannah College of Art and Design, donde se desempeñaba como miembro de la Junta de Síndicos. En 2007 ocupó el puesto 45 de la revista Out de los «50 hombres y mujeres gais más poderosos de Estados Unidos».

## Cine y televisión
El personaje de Nigel en la película The Devil Wears Prada está inspirado en Talley, mientras que él mismo aparece en un cameo en Sex and the City y The Hills, un reality show de MTV.
Ha sido jurado en cuatro temporadas del reality America's Next Top Model (desde el ciclo 14 al ciclo 17), presentado por la supermodelo Tyra Banks. Sin embargo, en setiembre de 2011 anunció que se retiraba del programa.